# Вилађо Резиденцијале (Милано)
Вилађо Резиденцијале је насеље у Италији у округу Милано, региону Ломбардија.
Према процени из 2011. у насељу је живело 1319 становника. Насеље се налази на надморској висини од 128 м.